# ブレーザー
ブレーザー (blazar) は、巨大楕円銀河の中心にある大質量ブラックホールがエネルギー源となって明るく輝く天体、クエーサーの一種である。ブレーザーは宇宙で最も激しい現象の一つであり、銀河天文学における重要な研究テーマでもある。後述するように、ブレーザーはクエーサーの正面から見た姿を地球から捉えたものであると考えられている。
ブレーザーは、活動銀河核が放出する相対論的ジェットを進行方向正面から見ている姿であると考えられている。このため、その明るさは非常に早く変動するうえ、見かけの大きさも小さい。多くのブレーザーでは、ジェットの根元の数パーセクにおいて超光速現象が観測されている。
「ブレーザー」という名前は、1978年に天文学者エドワード・スピーゲルによって提唱された。ブレーザーの発見以前から、いくつかの種類の活動銀河核が発見されていた。例えば、可視光で大きな変光を見せるOVV (optically violent variable) クエーサーは活動的な電波銀河であり、それほど活動的でない電波銀河はとかげ座BL型天体と呼ばれる。双方とも、巨大楕円銀河中心部の大質量ブラックホールへの質量降着と、それにともなうエネルギー放出がその活動の原因である。OVVクエーサーとBL Lac天体の中間の性質をもつ「中間的ブレーザー」 (intermediate blazars) も、まれに存在する。
ブレーザーの正体として重力レンズが挙げられることもある。数個のブレーザーについてはこれによってその性質が説明できるかもしれないが、ブレーザーの一般的な性質は説明できない。

## 構造
ブレーザーは一般的な活動銀河核と同様、母体となる銀河の中心に位置する大質量ブラックホールに物質が落下する際のエネルギー放出が、その活動の源となっている。星間ガスや星間塵、まれに恒星がそのブラックホールの重力にとらえられ、落下していく途中で高温の降着円盤を形成する。この降着円盤から、莫大な量の光子、電子、陽電子やその他の素粒子が放出される。この領域は非常に小さく、およそ10－3パーセクである。
中心のブラックホールから数パーセクのところには、高温高密度のガスからなる不透明なドーナツ状構造（トーラス）があると考えられている。このガスにより、ブラックホール近傍から出た放射が吸収・再放射される。この放射は、ブレーザーのスペクトルに現れる輝線として地球上で観測できる。
降着円盤と垂直な方向には相対論的ジェットが延びており、高エネルギープラズマガスが放出されている。このジェットは、強力な磁場と降着円盤およびトーラスから放出されるガス流によって細く絞られている。ジェットの内部では、高エネルギーの光子同士が相互作用するうえ、磁場とも相互作用している。このジェットの長さは、数万パーセクにも達する。
これらの領域からは、低周波数の電波から非常に高いエネルギーのガンマ線まで幅広い帯域の電磁波が放射される。多くは非熱的放射であり、高い偏光を示す波長域もある。電波からX線までの非熱的放射は主にシンクロトロン放射であり、X線からガンマ線にかけては逆コンプトン散乱による非熱的放射が顕著である。熱的放射は紫外線波長域でピークとなり、OVVクエーサーでは弱い輝線スペクトルが可視光領域に現れることもあるが、とかげ座BL型天体では輝線スペクトルは非常に弱いか、まったく検出されない。

## 相対論的効果によるビーミング
ブレーザーからの放射は、高速のジェットにおける特殊相対性理論効果（相対論的ビーミング）によって増幅されている。ジェットを構成するプラズマの総体としての速度は、光速の95パーセントから99パーセントにも達する（この総体としての速度は、ジェットの中の電子や陽子の典型的な速度ではない。個々の粒子はバラバラに動いているが、これらを全体としてみた速度のことである。）。
ジェットの静止系から見た放射光度と地球から見た放射光度との関係は、ジェットの性質に依存する。つまり、その放射がジェットの衝撃波面からのものか、ジェットの中に連なる明るいプラズマの塊から来るのか、あるいはジェット内の磁場と運動する粒子が相互作用を起こすことで放射されるのかによって異なる。
相対論的ビーミングの単純なモデルによれば、ジェットの静止系から見た光度Seと地球で観測される光度Soとの関係は、特殊相対性理論で説明できる。天体物理学においてドップラーファクターDと呼ばれる量を用いると、Soは Se × D2に比例する。

### 例
θ=5度で光速の99.9パーセントの速度を持つジェットを考えた場合、地球ではジェットの明るさは放射されるジェットの明るさの70倍に増幅されて観測されるが、θが0度の場合にはこれが600倍になる。

### ビーム方向の違いによる見かけの差
相対論的ビーミングは、他にも重要な意味を持つ。例えば、地球から遠ざかる方向に進むジェットは、その進行方向にビーミングを受けるために地球から見た明るさは減少する。このため、対称に放出されているジェットであっても、きわめて非対称な姿として観測される。実際、上の図でθが35度以下の場合、遠ざかる側のジェットは慣性系から観測した場合よりも暗く見える。
さらに、本来は同じ性質をもつ活動銀河核であっても、ジェットの方向によってまったく違う姿として観測されてしまう。θが小さな天体は少ないが、これらは非常に明るく見える。一方、θが小さくない天体は、比較的暗い（弱い）ジェットを持つ天体として観測される。
これが、数ある電波銀河の一部がきわめて明るく観測され、それらがブレーザーと分類された理由である。ジェットが地球の方向に向いている活動銀河核は、本来は同じものであってもジェットが別の方向を向いている場合に比べると、きわめて明るく見える。

## 発見
明るいブレーザーは、発見当初は遠方の活動銀河ではなく、我々の住む銀河系内の不規則型の変光星であると考えられていた。これらのブレーザーは、実際の不規則型の変光星と同様に数日から数年に渡って明るさが変化するが、明確な周期は存在しない。
初期の電波天文学観測により、明るい電波源が数多く発見された。1950年代終盤までに電波望遠鏡の分解能が向上し、電波源に対応する可視光天体を同定できるようになった。これにより、クエーサーが発見された。ブレーザーはこれら初期に発見されたクエーサーの多くを占めており、実際に最初において赤方偏移が測られた3C 273は、大きな光度変化を示すブレーザーであった。
1968年には、当時は変光星と考えられていたとかげ座BLと強力な電波源 VRO 42.22.01が同じ天体であることが確かめられた。とかげ座BLはクエーサーに見られる多くの特徴を備えているが、赤方偏移の測定に用いられる輝線がスペクトルに存在しない。とかげ座BLが恒星でないことを示す母銀河は、1974年に発見された。
1972年時点で、可視光および電波で強度変動を示すいくつかの天体が「とかげ座BL型天体」という新たな種族の天体に分類された。これらは「BL Lac 天体」とも略称される（単に「BL Lac」と呼ぶ場合には、この種族全体を指す場合と、とかげ座BLそのものを指す場合の二通りがある）。
21世紀初頭までに、数百のとかげ座BL型天体が発見されている。

## 現在の研究
上記のとおり、ブレーザーは相対論的ジェットが地球の方向に向かって放出されている活動銀河核であると考えられている。
ジェットがきわめて明るいことや光度変動が激しいこと、偏光度が大きいこと、見かけの速度が光速度を超えることなどの特徴は、ジェットの方向が特殊であることによって説明できる。
光度変動が激しいクエーサーは実際に活動的な電波銀河に関連しており、とかげ座BL型天体は実際はさほど活動的でない電波銀河に関連している、という「統一機構 (Unified Scheme)」あるいは「統一モデル (Unified Model)」と呼ばれる考え方が広く天文学者の間で受け入れられている。これらの2種類の違いは、スペクトルに輝線が含まれるかどうかである。
一方、ブレーザーの正体は相対論的ジェットが重力レンズ効果を受けたものだとする別の解釈も存在するが、これはブレーザーの観測的特徴をうまく説明できない。例えば、重力レンズは波長依存性がないことからすべての波長において光度変化は同一であるが、これはブレーザーの観測結果と異なる。
有名なブレーザーとしては、3C 454.3、3C 273、とかげ座BL、PKS 2155-304、マルカリアン421、マルカリアン501などが挙げられる。後者ふたつは非常に高エネルギー（TeV領域）のガンマ線放射が観測されるため、「TeVブレーザー」とも呼称される。